# Mazák (potok)
Mazák – potok w Beskidzie Morawsko-Śląskim w północno-wschodnich Czechach, prawy dopływ Ostrawicy. Cały tok potoku znajduje się w granicach Obszaru Chronionego Krajobrazu Beskidy.
Cały tok potoku, długiego na ok. 3,2 km, znajduje się na południowo-zachodnich zboczach masywu Łysej Góry. Źródła dwóch tworzących go cieków leżą na wysokości ok. 900–960 m n.p.m., na zachodnim zboczu grzbietu łączącego Łysą Górę z Kobylanką (1054 m n.p.m.). Spływa generalnie w kierunku południowo-zachodnim głęboką, prawie całkowicie zalesioną doliną. Poniżej leśnej osady Muchovice przyjmuje prawobrzeżny dopływ - Suchý potok. Uchodzi do Ostrawicy na wysokości 435 m n.p.m. w należącym do Ostrawicy przysiółku Mazák, niespełna 2 km poniżej zapory wodnej Šance. W górnym biegu cieki źródłowe częściowo w granicach rezerwatów przyrody Mazák i Mazácký Grúnik.
W dolinie potoku znajduje się szereg dużych piaskowcowych wychodni skalnych, będących obiektami wspinaczki skałkowej. W górnym biegu potoku, na obu jego ciekach źródłowych, kilka wodospadów. Najwyższy ciąg kaskad ma wysokość kilkunastu metrów. Większą wodę toczą one jedynie wiosną podczas topnienia śniegów lub po dłuższych opadach. Zimą efektownie zamarzają.